# Шлагер, Вернер
Ве́рнер Шла́гер (нем. Werner Schlager; 28 сентября 1972, Винер-Нойштадт, Австрия) — австрийский игрок в настольный теннис, чемпион мира 2003 года в одиночном разряде (последний на данный момент чемпион мира не из Китая в этом разряде), призёр Кубка мира 1999 года, многократный призёр чемпионатов Европы. Участник пяти летних Олимпийских игр (1996—2012).

## Биография
Настольным теннисом Шлагер начал заниматься в 6 лет. Первым тренером для юного Вернера стал отец. Также активно в тренировках Шлагеру помогал его старший брат Гаральд, который был постоянным спарринг-партнёром Вернера. В 1991 году Шлагер дебютировал на чемпионате мира, но не смог преодолеть квалификационный раунд.
В 1996 году Шлагер дебютировал на летних Олимпийских играх. В групповом раунде Вернер одержал две победы, но уступив хорвату Зорану Приморацу остался на втором месте в группе и не вышел в следующий раунд. В турнире пар Шлагер вместе с Карлом Йиндраком пропустили вперёд немецкую пару и не вышли из группы. В 1999 году Шлагер завоевал бронзовую медаль на чемпионате мира в Эйндховене. В том же году Шлагер завоевал серебро кубка мира.
На летних Олимпийских играх 2000 года на стадии 1/8 финала сумел победить сильного немца Тимо Болля, но в 1/4 финала в упорной борьбе уступил будущему чемпиону китайцу Кун Линхуэю (14:21, 21:13, 22:20, 10:21, 14:21). В парном разряде Шлагер также дошёл до четвертьфинала, где в паре Йиндраком уступили французской паре. В 2003 году Вернер Шлагер стал автором самой главной сенсации года в настольном теннисе. На чемпионате мира в Париже австриец сумел выиграть одиночный разряд и стать первым австрийцем, начиная с 1937 года, который выиграл мировое первенство по настольному теннису.
Летние Олимпийские игры 2004 года в Афинах сложились для Шлагера менее удачно, чем предыдущие. И в одиночном и в парном разряде Шлагер останавливался на стадии 1/8 финала, занимая 9-е место, причём в одиночном разряде Вернер уступил Боллю, который взял реванш за поражение четырёхлетней давности.
На летних Олимпийских играх в 2008 году в Пекине Шлагер показал свой лучший результат. В дебютировавшем на играх командном турнире сборная Австрии попала в плей-офф за 3-е место. Пройдя два раунда австрийцы в решающем поединке встретились со сборной Южной Кореи и уступили 1:3. В одиночном разряде Шлагер вылетел на стадии 1/4 финала, уступив китайцу Ван Лициню 0-4.
За свою карьеру Вернер Шлагер выиграл 4 этапа ITTF World Tour в одиночном разряде — 1996 Australia Open; 2002 Brazil, Korea Open; 2004 Croatian Open. Однако, с учетом участия в финале в 2004 году в Египте, Шлагер стал первым игроком в мире, который выходил в финалы ITTF World Tour на всех пяти континентах. Только в 2017 году Владимир Самсонов смог повторить и затем превзойти (выиграть на всех пяти континентах) это достижение.
В 2009 году впервые вышел в финал одиночного разряда на чемпионате Европы, где уступил датчанину Микаэлю Мэйсу (1-4).
В 2012 году на своих пятых Олимпийских играх Вернер Шлагер выбыл из турнира в третьем раунде, проиграв будущему финалисту Ван Хао со счётом 1-4. В командном олимпийском турнире австрийская команда вышла в четвертьфинал, где проиграла со счётом 0-3 команде Германии.

## Достижения

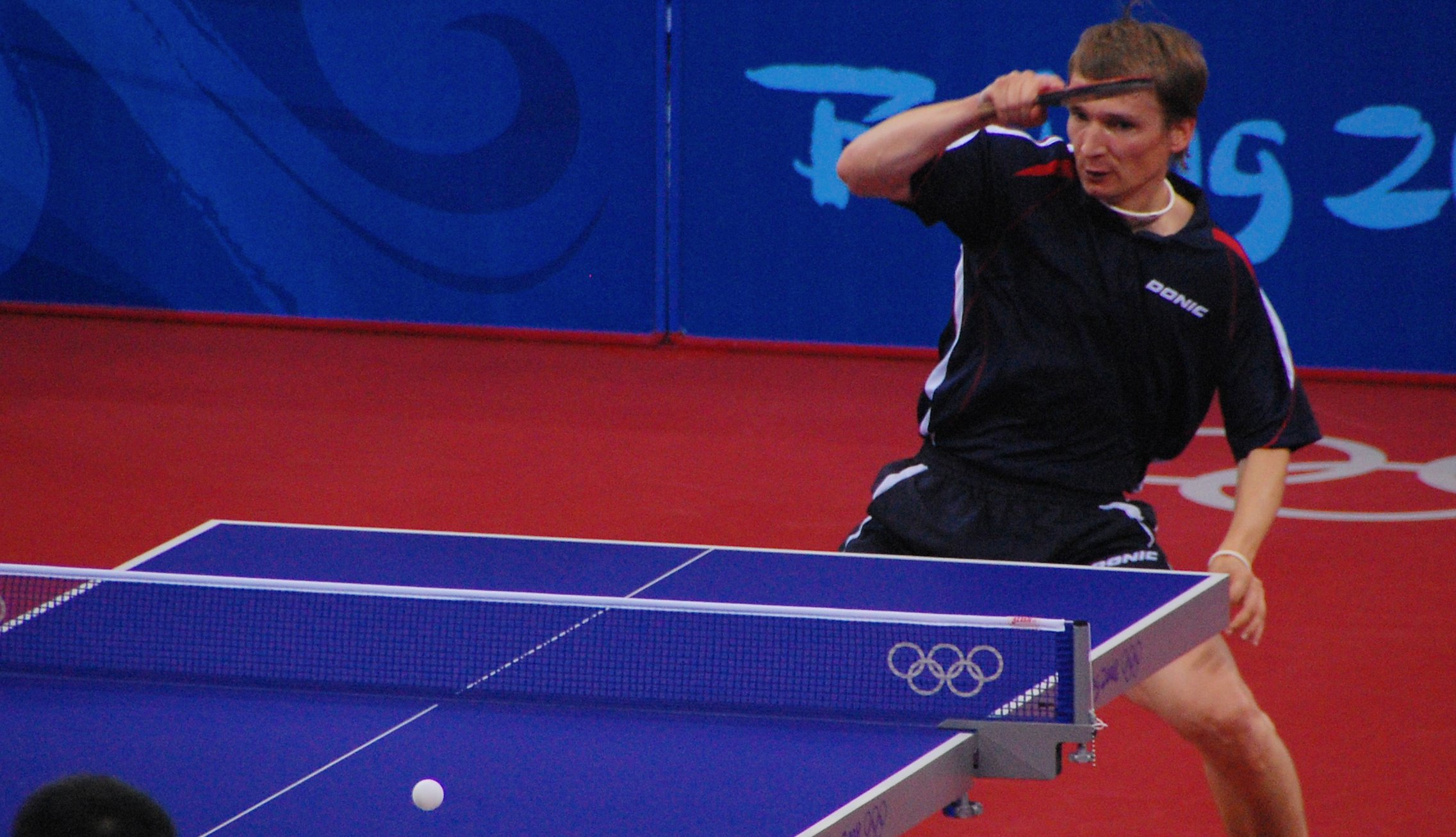
Вернер Шлагер на летних Олимпийских играх 2008 года

### Игровые
Одиночный разряд
- Чемпион мира 2003 года;
- Бронзовый призёр чемпионата мира 1999 года;
- Серебряный призёр кубка мира 1999;
- Неоднократный призёр чемпионатов Европы;
- Победитель 4 турниров Про-Тура ITTF;
- 2-кратный победитель «Евро-Топ12» (2000, 2008)

Парный разряд
- Чемпион Европы 2005 года (в паре с Карлом Йиндраком)
- Неоднократный призёр чемпионатов Европы;

Микст
- Чемпион Европы 2003 года (в паре с Кристиной Тот)
- Неоднократный призёр чемпионатов Европы;

Командные
- Серебряный призёр чемпионата Европы 2005;
- Победитель Лиги европейских чемпионов 2008 года в составе SVS Niederösterreich.

### Личные
- Спортсмен года в Австрии 2003 года;
- Самый популярный спортсмен года в Китае 2003 года;

## Государственные награды
- Почётный знак За заслуги перед Австрийской Республикой Знак I степени — золотой знак — 2000 год
- Почётный знак За заслуги перед Австрийской Республикой Командорский Крест I степени — золотой знак — 2003 год

## Интересные факты
- После победы на чемпионате мира 2003 года в честь Вернера Шлагера была выпущена марка с его изображением номиналом 55 центов. Тираж составил 700 тысяч экземпляров[5]. Также Шлагер стал первым австрийским спортсменом, который при жизни запечатлен на марке.
- В 2006 году Шлагер выпустил книгу — «Матчбол: грёзы и триумф»[6].
- В 2008 году при непосредственном участие Вернера в Австрии была открыта Werner Schlager Academy[7]. Очень часто в этой академии тренируются непосредственные соперники Шлагера на международных соревнованиях[8][9].
- В честь Вернера Шлагера фирма Butterfly назвала несколько оснований ракеток. Основание Butterfly Schlager Carbon Off+ считается самым «быстрым» в линейке Butterfly и одним из самых быстрых серийно производимых оснований вообще.
- Шлагер — последний игрок не из Китая, выигравший чемпионат мира в одиночном разряде. С момента этой победы Шлагера в одиночном разряде на чемпионате мира (25 мая 2003 года) прошло 21 год 9 месяцев 23 дня.